# Ceratozamia kuesteriana
Ceratozamia kuesteriana es una especie de cícada de la familia Zamiaceae que es endémica de la Sierra Madre Oriental de México.
Se limita en las pendientes empinadas en pino-encino dominados los bosques nublados entre Gómez Farías y Tula, en el sur de Tamaulipas.
C. kuesteriana se ve amenazada por la pérdida de hábitat y la recolección. La población silvestre total se cree que el número no más de 300 plantas.

## Taxonomía
Ceratozamia kuesteriana fue descrita por Eduard August von Regel y publicado en Bulletin de la Société Impériale des Naturalistes de Moscou 30: 187. 1857.

## Descripción
Las hojas, de 3 a 5, miden 100-180 cm de largo, están dispuestas en forma de corona en el ápice del tallo; la parte superior es de color bronce y tomentosa, una vez madura adquiere un color verde brillante y se convierte en glabra; están soportadas por un peciolo de 20-30 cm de longitud, y se compone de 70-90 folíolos lanceolados, coriáceos, de 10-22 cm de largo, desprovistos de nervadura central, insertados en una columna con arreglo ligeramente spiraloide.
Es una especie dioica, que cuenta con conos masculinos cónicos, de 20-30 cm de largo, peciolados, con microsporas de 8-11 mm de largo y conos femeninos globoso-cilíndricos, de 12-18 cm de largo y 5-8 cm de ancho, con macrosporas de 2 -2,5 cm; los esporofilos tanto masculinos como los femeninos están en el ápice de la córnea, característica típica del género Ceratozamia. Las semillas son ovoides, de 17-22 mm de largo, cubierto por una cubierta de color blanco a marrón cremoso.